# ماركو أنطونيو غارسيا ألفيس
ماركو أنطونيو غارسيا ألفيس (بالبرتغالية: Marco Antônio Garcia Alves‏) هو لاعب كرة قدم برازيلي في مركز الوسط، ولد في 26 ديسمبر 1940 في Piraí ‏ في البرازيل. لعب مع نادي أمريكا.